# Thomas Dagworth
Thomas Dagworth (Bradwell Juxta Coggeshall, 1276 – 1350. július 20.) angol katonai parancsnok volt a százéves háborúban Bretagne-ban. A nevéhez fűződik Blois-i Károly bretagne-i herceg elfogása, és Angliába szállítása.
Thomas Dagworth suffolki lovag volt, aki házassága révén emelkedett magasra. Felesége, akit 1344. április 30. előtt vett el, Eleanor Bohun, Ormonde grófnője, Hereford és Northampton grófjának testvére volt. 1345-ben a gróf kíséretében érkezett Bretagne-ba, majd sógora 1346-os távozása után helyetteseként szolgált tovább. Pozícióját jól látta el, hatékonyan igazgatta az alá tartozó területeket, bátor és tehetséges hadvezérnek mutatkozott. 1346 júniusában csatában megverte a bretgane-i herceg csapatait Saint-Pol-de-Léonnál.
1347 januárjában III. Eduárd angol király megbízta Bretagne jelentős részének irányításával. Állandó hadserege mindössze 300 páncélos lovagból és kétszáz íjászból állt, és szükség esetén hadba szólíthatta az általa megszállt területen élő breton urakat is.
1347. május végén Károly, Bretagne hercege ostrom alá vette La Roche-Derrient, egy távoli angol enklávét, amelyet Richard Totesham védett. Károly célja a hadművelettel valószínűleg az volt, hogy csatára kényszerítse Dagworth-t. A csatában az angolok diadalmaskodtak, és foglyul ejtették Károlyt. Dagworth 1348 őszén Angliába vitte a herceget, akit III. Eduárd 3500 fontért megvásárolt tőle, majd a Londoni Towerbe záratta. 1350-ben Auray közelében esett el egy rajtaütés során.